# Epinephelus guttatus
Epinephelus guttatus е вид бодлоперка от семейство Serranidae. Видът не е застрашен от изчезване.

## Разпространение и местообитание
Разпространен е в Американски Вирджински острови, Ангуила, Антигуа и Барбуда, Аруба, Барбадос, Бахамски острови, Белиз, Бонер, Британски Вирджински острови, Венецуела, Гваделупа, Гренада, Доминика, Доминиканска република, Кайманови острови, Колумбия, Коста Рика, Куба, Кюрасао, Малки далечни острови на САЩ, Мексико, Монсерат, Никарагуа, Панама, Пуерто Рико, Саба, САЩ, Свети Мартин, Сейнт Винсент и Гренадини, Сейнт Китс и Невис, Сейнт Лусия, Сен Естатиус, Синт Мартен, Тринидад и Тобаго, Търкс и Кайкос, Хаити, Хондурас и Ямайка.
Обитава крайбрежията на морета, заливи и рифове. Среща се на дълбочина от 1,1 до 49 m, при температура на водата от 23,5 до 28 °C и соленост 35 – 36,6 ‰.

## Описание
На дължина достигат до 76 cm, а теглото им е максимум 25 kg.
Продължителността им на живот е около 17 години. Популацията на вида е намаляваща.